# 棟杜謝尼區
棟杜谢尼區（羅馬尼亞語：Raionul Donduşeni）是摩爾多瓦南部的一個區，東北隔德涅斯特河與烏克蘭相望。面積892平方公里。2004年人口46,442人，首府棟杜谢尼。